# Gorinchem

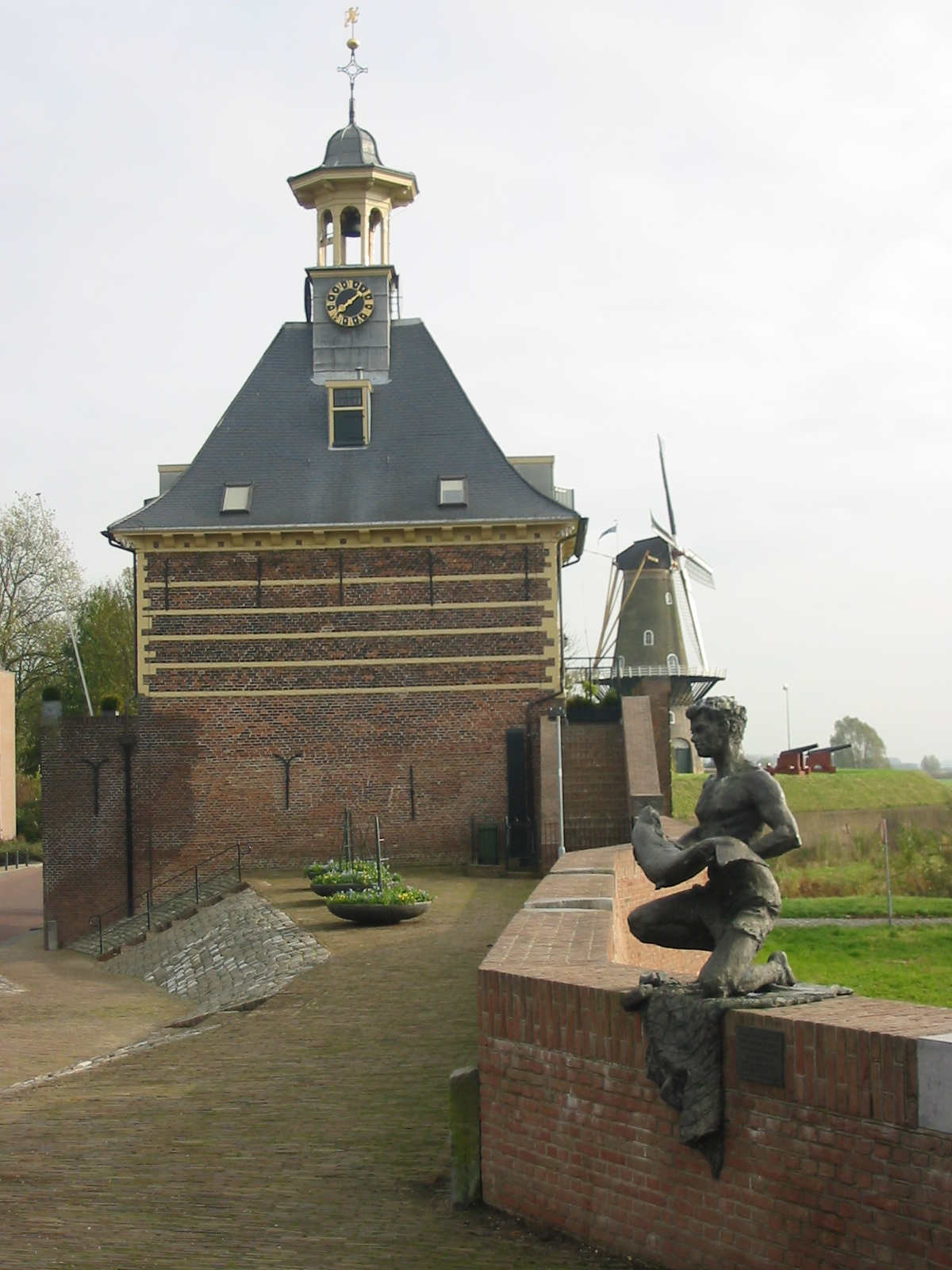
Porta de Dalem

Gorinchem (também chamado Gorkum ou Gorcum em português) é uma cidade e um município dos Países Baixos ocidentais, na província de Holanda Meridional. O município cobre uma zona de 21,99 km² dos quais 3,03 km² são de água. Tem uma população de 34 282 habitantes (censo de 2007). O município de Gorinchem também inclui o núcleo de população de Dalem.